# Khoui (nomarque d'Abydos)
Pour les articles homonymes, voir Khoui (homonymie).
Khoui est un nomarque d'Abydos sous la VIe dynastie.
C'est un personnage puissant, car c'est à partir de cette époque que l'on assiste à la montée en puissance d'Abydos en tant que pôle religieux, administratif, qui à la période suivante exercera un véritable contrôle de la Haute-Égypte.  
Khoui et son épouse Nébet ont au moins trois enfants, Ânkhésenpépi Ire qui épouse Pépi Ier qui lui donne Mérenrê Ier et Neith, Ânkhésenpépi II qui épouse Pépi Ier puis son neveu Mérenrê Ier qui lui donne Pépi II, et Djaou vizir de Mérenrê Ier, qui est donc l'oncle de Pépi II et assure avec sa sœur Ânkhésenpépi II la régence pendant la minorité de son neveu.